# Max Irons
Maximilian Paul Diarmuid "Max" Irons, född 17 oktober 1985 i Camden i London, är en brittisk skådespelare och modell. Mest känd för sin roll som Henry i filmen Red Riding Hood och som Jared Howe i The Host.

## Uppväxt
Max Irons föddes i Camden, London, son till den engelska skådespelaren Jeremy Irons och irländska skådespelerskan Sinéad Cusack. Under skolåren led Irons av dyslexi.

## Filmografi (i urval)
- 2004 – Being Julia
- 2009 – Dorian Gray
- 2011 – Red Riding Hood
- 2013 – The Host
- 2013 – The White Queen
- 2014 – The Riot Club